# Ogmocidaris benhami
Ogmocidaris benhami is een zee-egel uit de familie Cidaridae.
De wetenschappelijke naam van de soort werd in 1921 gepubliceerd door Theodor Mortensen.